# レアル・モナークス
レアル・モナークス (英語: Real Monarchs) はアメリカ合衆国・ユタ州ソルトレイクシティに本拠地を置くサッカークラブ。メジャーリーグサッカーに所属するレアル・ソルトレイクのリザーブチームであり、2020年現在USLチャンピオンシップに所属している。

## 歴史
2014年にレアル・ソルトレイクの下部組織から発展する形で設立され、翌2015年シーズンからユナイテッドサッカーリーグに参戦した。
2017年シーズンにはウェスタン・カンファレンスのレギュラーシーズン優勝を果たした。
2018年シーズンよりホームスタジアムをソルトレイクシティ郊外のヘリマンに所在するザイオンズ・バンク・スタジアムに移転。
2019年にはプレーオフを制し、USLチャンピオンシップ初制覇を果たした。

## タイトル
- USLチャンピオンシップ: 2019
- USLCウェスタン・カンファレンス: 2017